# Menosoma inprica
Menosoma inprica är en insektsart som beskrevs av Cheng 1980. Menosoma inprica ingår i släktet Menosoma och familjen dvärgstritar. Inga underarter finns listade i Catalogue of Life.